# Clarke’s River
Der Clarke’s River ist ein Fluss im Osten von Dominica im Parish Saint David.

## Geographie
Der Clarke’s River ist der längste Zufluss des Rosalie Rivers und entsteht in einer Scharte zwischen Morne Trois Pitons und Morne Macaque im Nationalpark Morne Trois Pitons an der Dreier-Ecke der Parishes St. David und St. Paul und St. George. Er entwässert den Boeri Lake, in dessen Nähe auch der Providence River entspringt, der jedoch nach Westen zum Boeri River entwässert. Ein weiterer Quellbach kommt von links und Norden aus dem Südhang des Morne Trois Pitons, dann stürzt der Fluss steil nach Nordosten hinab bis in die Nähe von Terre Ferme, wo er im selben Flussbecken wie der South Branch of Ravine Deux D’leau einen Bogen nach Osten beschreibt und von dort entlang der Nordflanke des Morne Macaque verläuft, wo er neben weiteren Bächen noch den Cacao River aufnimmt, bevor er bei Morne George mit dem Stuarts River zusammenfließt und mit der Aufnahme des Brown’s River den Rosalie River bildet. Der Fluss ist ca. 6,7 km lang.